# Erotolepsiinae
Erotolepsiinae  (лат.) — подсемейство паразитических наездников из семейства Pteromalidae (Chalcidoidea) отряда Перепончатокрылые насекомые. Формула усиков: 1 1 1 6 3 (всего 12 сегментов). Встречаются в Южной Америке и странах Карибского бассейна, а также в Австралии и Новой Гвинее.

## Биология
Биология этих видов остается неизвестной.

## Классификация
Включает 4 рода с одним видом в каждом.
- Balrogia striata Hedqvist 1977, Бразилия;
- Erotolepsia compacta Howard, 1894, на некоторых островах Карибского бассейна;
- Eunotopsia nikitini Bouček, 1988, Австралия;
- Papuopsia setosa Bouček, 1988, Новая Гвинея.